# Percy Wyn-Harris
Sir Percy Wyn-Harris KCMG MBE KStJ (* 24. August 1903 in London; † 25. Februar  1979 in Petersfield, Vereinigtes Königreich) war ein britischer Bergsteiger und Segler. Zwischen 1949 und 1958 war er Gouverneur in Gambia und repräsentierte zunächst Georg VI. und dann Königin Elisabeth II. in der britischen Kolonie Gambia.

## Leben
Wyn-Harris, geboren 1903 als Sohn eines Unternehmers, genoss seine Bildung auf der Gresham’s School und dem Gonville and Caius College der University of Cambridge.
Als Student war er ein Mitglied des University Mountaineering Club. 1925 absolvierte er den ersten führerlosen Aufstieg über den Brouillard Ridge am Mont Blanc. 1929 traf er Eric Shipton, als er in Kenia ab diesem Jahr im Kolonialdienst tätig war. Zusammen erkletterten sie die Doppelspitzen des Mount-Kenya-Massivs. 1933 versuchte er, den Mount Everest zu bezwingen, und kam auf Nortons Rekordhöhe von 8573 m; auf ungefähr 8380 m entdeckte er die Eisaxt von Irvine, die bei Mallorys und Irvines Versuch 1924 zurückgeblieben war. 1936 kehrte er zum Mount Everest mit Hugh Ruttledge zurück.
Als Gouverneur in Gambia war er vom Dezember 1949 bis zum 19. Juni 1958 tätig. In dieser Amtszeit wurde er 1952 als Knight Commander des Order of St Michael and St George geadelt.
Zwischen 1962 und 1969 umsegelte Wyn-Harris den Globus in seinem Segelschiff, der Gunning Grundel.